# Harvester Judgment
Harvester Judgment – orzeczenie sądowe krajowego australijskiego sądu arbitrażowego z 1907 roku, ustanawiające płacę minimalną dla mężczyzn. 
W 1912 roku sąd oficjalnie potwierdził, że kobietom - pracownicom nie przysługuje nowo ustanowiona płaca minimalna. Płaca minimalna kobiet została ustalona w 1919 roku na poziomie 54% męskiej płacy minimalnej. Mężczyźni mieli także otrzymywać większe wynagrodzenie za posiadanie tych samych kwalifikacji co kobiety.
Zgodnie z założeniami ideologicznymi leżącymi u podstaw tej decyzji, pensja mężczyzny miała być pensją rodzinną, dzięki której miał utrzymać się pracownik, jego żona i trójka dzieci. Płaca minimalna dla mężczyzn obowiązywała niezależnie od faktycznego matrymonialnego i rodzinnego statusu mężczyzn - pracowników. 
Orzeczenie zinstytucjonalizowało segregację płciową na rynku pracy oraz dyskryminację płacową kobiet i usankcjonowało zależność ekonomiczną kobiet od mężczyzn.   